# 宅春日神社
宅春日神社（やけかすがじんじゃ）は、奈良県奈良市白毫寺町にある神社。高円山西北の麓、能登川の南に鎮座する。
祭神は天児屋根命・比売神。

## 歴史
社伝によると、天児屋根命は神護景雲2年（768年）、河内国枚岡から大和国添上郡高窓山麓に移座し、同年の11月9日に現在の春日大社の地に留まられたが、高円山の社地が当社地にあたる。創祀以来春日大社禰宜家が奉仕して今日にいたる。
山の辺の道沿いの当地方はかつて大宅郷と称して、古代豪族の大宅氏が北大和を領していた際の要衝であった豊かな地域であったと伝わっている。
延宝9年（1681年）林宗甫の書いた『和州旧跡幽考』では、「焼春日」の名で、「平岡明神御影向ましまして、後は本宮の嵩にうつり給ひき。遷宮の後、雷火に社焼しより、俗に焼春日といへり。当代二座のやしろは、一社は春日明神、一社は法明房忍覚をいはひしとなり。」とある。

### 境内社
境内に大山祇命を祀る山の神社がある。

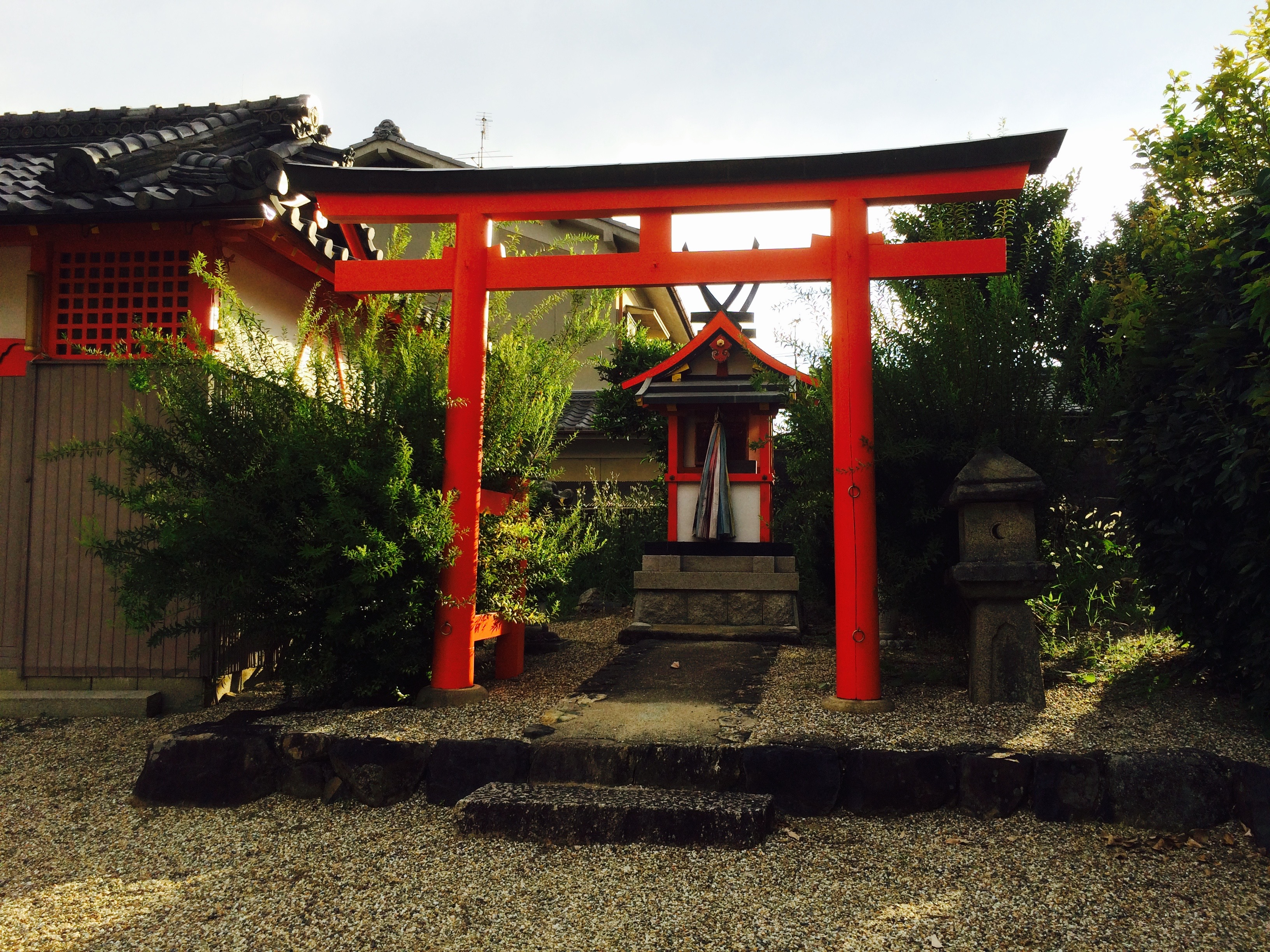
山の神社

あたらしく石玉垣をめぐらせ、モチの神木を中央におく祓戸社が整備されている。
その他、松神社の古い社殿が保存され、「松大明神」「杉大明神」と刻まれた灯籠がある。延宝3年（1675年）の『南都名所集』に、御田植祭に松・杉の葉を稲に代える由来が記されている。数多ある石灯籠の中では、万治2年（1659年）の四角円柱のものが最も古い。

## 文書等
白毫寺町の町有文書として、「宅春日神社八朔講講則」の文化3年（1806年）・弘化3年（1846年）・慶応2年（1866年）・1886年（明治19年）・1903年（同36年）のものが残っている。